# Khô mộc tía
Khô mộc tía hay huyết nhung tía, bò cạp, lan phượng vĩ (danh pháp hai phần: Renanthera coccinea) là một loài lan có mặt từ Hải Nam đếnĐông Dương. Đây là loài đặc trưng của chi Khô mộc (Renanthera).
Cây có mặt ở Đông Nam Á, Trung Quốc. Tại Việt Nam có ở khắp cả nước.

## Hình ảnh

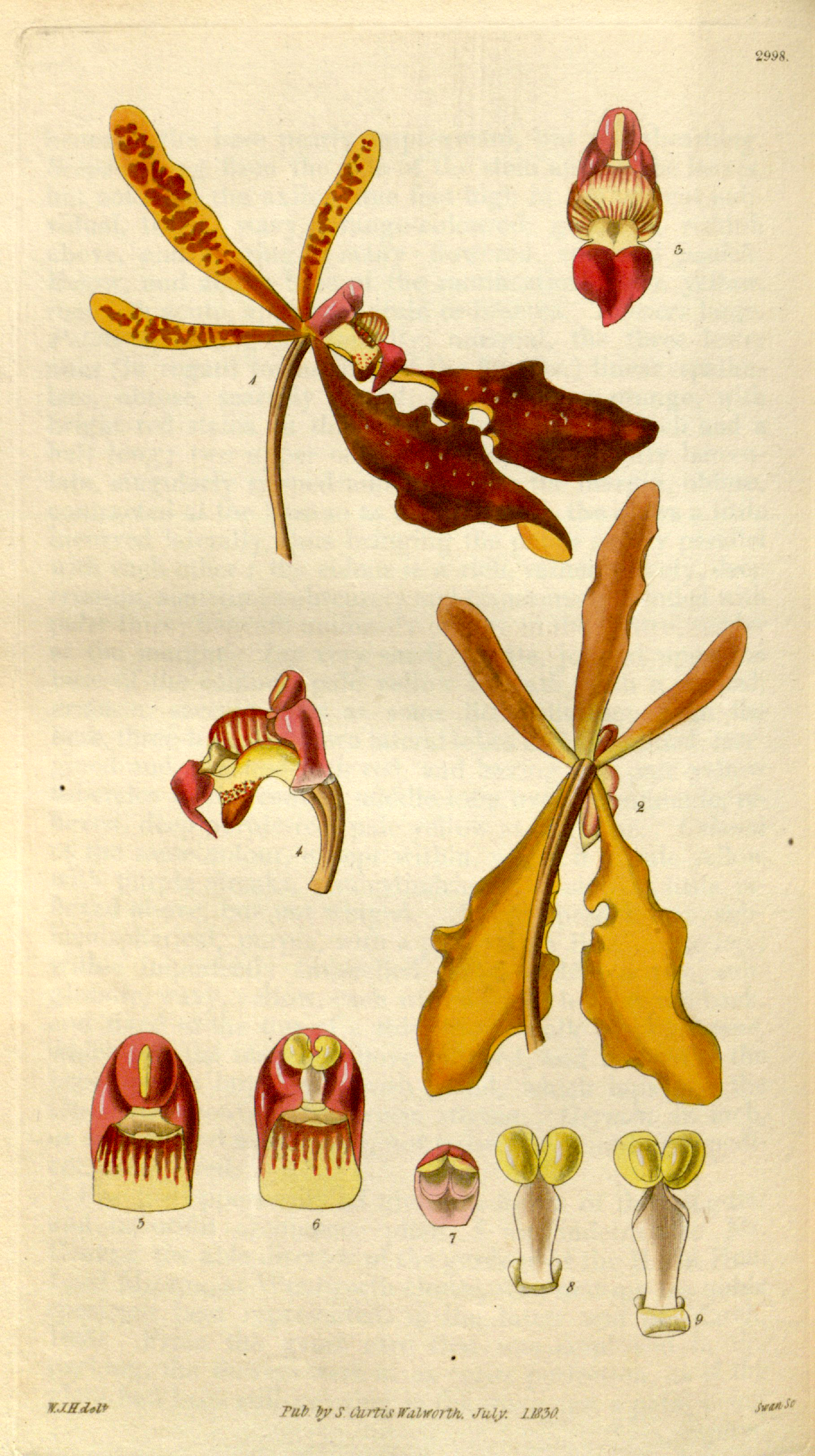
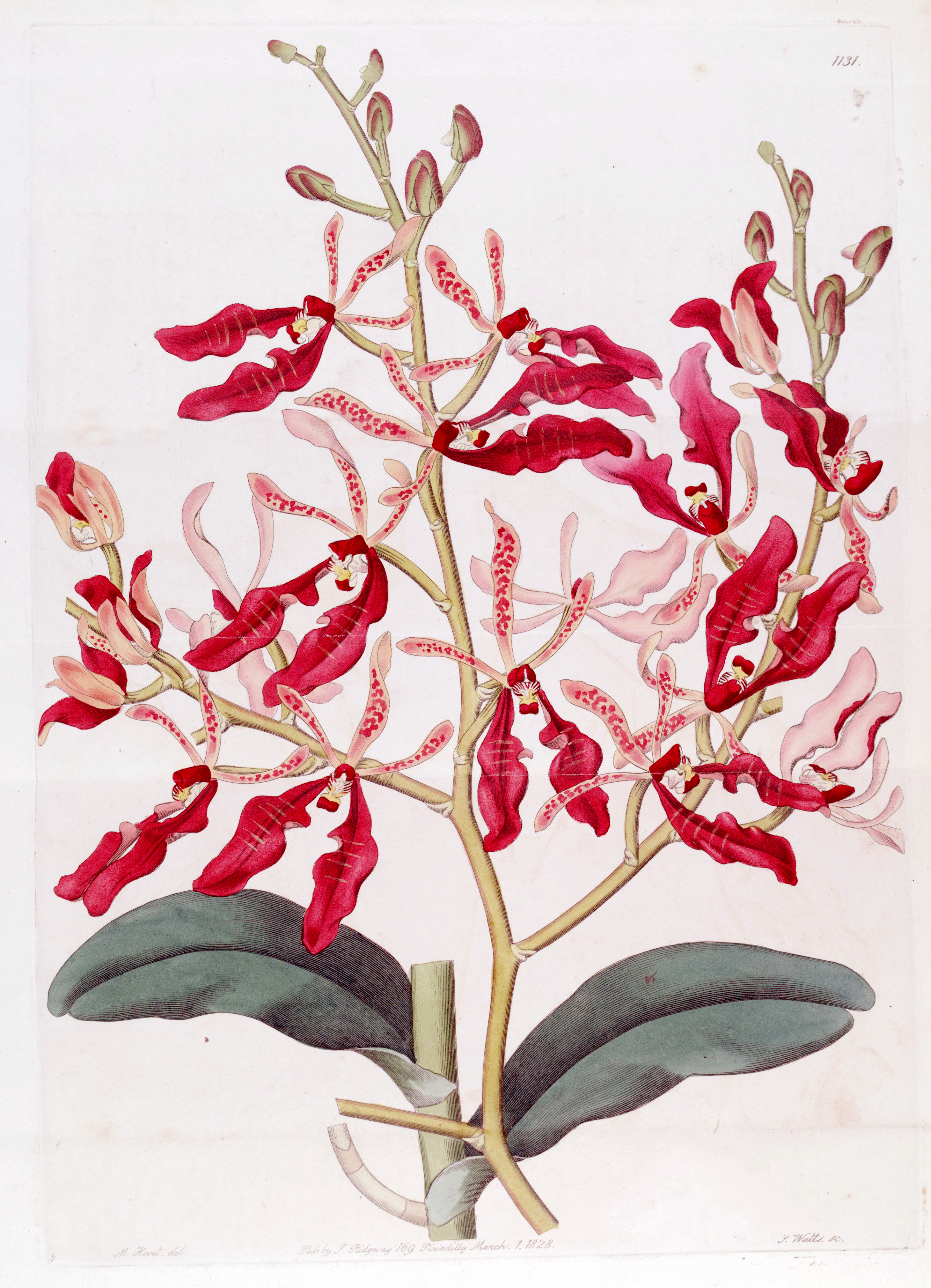
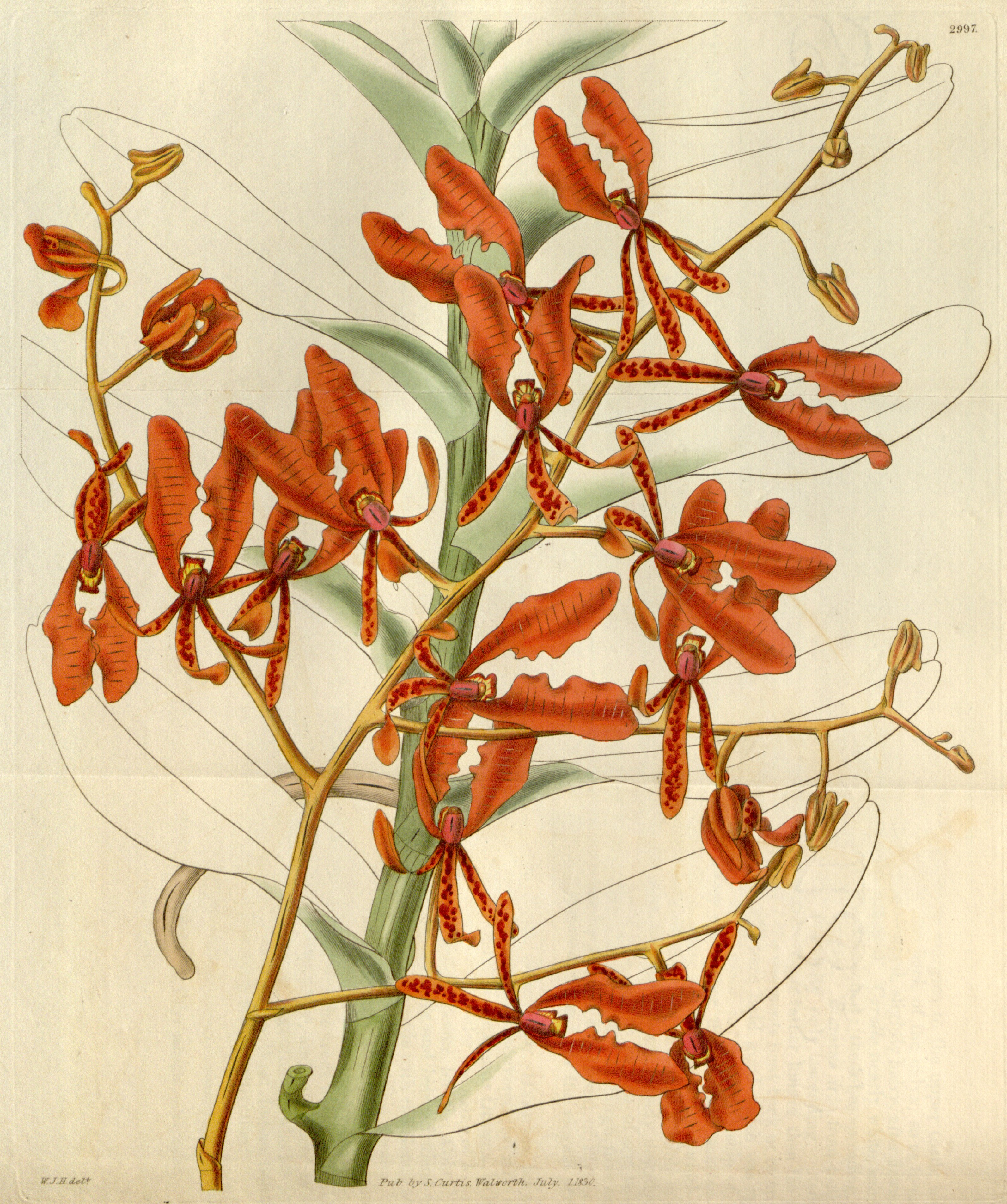